# 遠州鐵道2000型電聯車
遠州鐵道2000型電聯車（日语：／ Enshū Tetsudō 2000-kei densha）是遠州鐵道的鐵道線使用的通勤型電聯車。2000型是為了替代車體老化的遠州鐵道30型電聯車及遠州鐵道1000型電聯車，而在1999年4月5日開始投入使用的鐵路車輛。

## 概要
2000型以1000型電聯車為基礎進行設計，並將設計重點放在減少能源消耗、降低維修成本及提升乘客服務品質；而本型車也傳達著「對人與地球友善的21世紀電聯車」的理念，因此將車輛型號命名為「2000」。2000型在30型電聯車全數退役後仍作為1000型電聯車的後繼車持續引進；而截至2024年9月，本型車共有18輛服役中的車輛，包括MoHa 2000型2001－2009及KuHa 2100型2101－2109。

## 規格與構造

### 車體
2000型的車體採用碳鋼打造，並且延續1000型電聯車的車頭設計；而該設計已被遠鐵採用長達40多年。前照燈與尾燈分別設置在車頭兩端正面窗戶下的左右兩處，正面窗戶上方的玻璃則嵌入大型的目的地顯示幕；而車體側面也有設置目的地顯示幕。同時遠鐵自2008號編組開始首度採用大型的LED顯示幕，側面的顯示幕也同步更換成LED顯示幕。車體塗裝則將富士山及東海地方的鮮明形象作為設計理念，以西班牙紅作為主要的色調，並搭配白色的橫向及斜向條紋。

### 客室
2000型的車廂兩側分別設置3道旅客用車門，並且考量到乘客在尖峰時段上下車的流動狀況而將寬度擴大至1300mm。而自2002號編組以後的列車車門在開關時會響起門鈴。客室內部為營造出明亮的氛圍，因此天花板及牆面皆採用奶油色作為塗裝；而座椅均為長條式座椅，除了將每個座位的寬度擴大，也在座椅的表面上進行貼金，讓乘客便於區分座位的間隔。座椅的椅布則使用淡紫色的布料，並使用淺灰色來區分每個座位間隔。同時自2004編組起的所有編組均在每排9人座的長椅前方安裝將座椅區分成三段區域的垂直立柱。此外本型車為了打造無障礙環境，因此在KuHa 2100型所有車輛的駕駛室後方靠近乘務員座位側設置無障礙座位，並且在2000型全部編組的客室內安裝監視器。
車體側面的窗戶採用上下皆可拉開的兩段式鋁框組合窗，並分別在兩側各設置8扇窗戶。車廂地板則鋪設棕色系的地板，並在通道表面貼上方便乘客區分的圖案。而從2005號編組起的列車均在靠近旅客用車門的地板區域圖上黃色的塗裝。2000型乘務員室的所有空間皆為駕駛室，並在正前方安裝嵌入電熱線的防霧玻璃。2001－2004號編組均在駕駛室前方安裝遮陽檔板，但2005號編組後的所有編組則改為可捲收的窗簾。同時2000型自2006號編組起均在車門上方安裝提供多語言的雙畫面液晶列車資訊顯示螢幕。但因為2001－2005號編組的列車資訊顯示幕出現老化問題，因此遠鐵在2021年3月前將2000型所有車輛的顯示幕更換成提供多語言的雙畫面液晶顯示螢幕。

## 運用
2000型電聯車的2001號編組於1999年3月31日完工後交付給遠鐵，並在同年的4月5日開始投入使用；同時30型電聯車的MoHa 29－KuHa 79編組也在4月31日報廢並進行解體工程。2002號編組於2001年7月15日交付給遠鐵，2003號編組於2005年3月31日完工後交付，2004號編組則在2008年6月28日完工後交付。2005號編組於2012年10月3日運送至遠鐵的西鹿島檢車廠，在進行試運轉後於同月的24日完工並交付。
2006號編組於2015年2月23日運送至西鹿島檢車廠，並在同年的3月25日完工後交付給遠鐵。2007號編組於2018年3月10日開始投入使用，2008號編組於2021年3月投入運轉。2009號編組則在2024年9月開始投入使用。